# Andersons Creek
Andersons Creek är ett vattendrag i Australien. Det ligger i delstaten Victoria, omkring 20 kilometer nordost om delstatshuvudstaden Melbourne.
I omgivningarna runt Andersons Creek växer i huvudsak städsegrön lövskog. Runt Andersons Creek är det mycket tätbefolkat, med 1 056 invånare per kvadratkilometer. Genomsnittlig årsnederbörd är 1 244 millimeter. Den regnigaste månaden är juli, med i genomsnitt 140 mm nederbörd, och den torraste är januari, med 49 mm nederbörd.